# Igor Kipnis
Igor Kipnis (Berlin, 27 septembre 1930 – Redding, Connecticut, 23 janvier 2002) est un claveciniste, pianiste, pianofortiste, critique et chef d'orchestre américain.

## Biographie
Fils de la basse du Metropolitan Opera, Alexander Kipnis, Igor Kipnis est né à Berlin le 27 septembre 1930, lorsque son père chantait à l'opéra de Berlin. Bien que Juif, Kipnis aîné était populaire en Allemagne lors de la montée du nazisme. Employant un stratagème de blessure vocale, les Kipnis ont fui l'Allemagne pour l'Autriche. Lorsque les nazis ont annexé ce pays, la famille est d'abord allée en Australie, puis ils ont déménagé aux États-Unis en 1938, alors qu'Igor avait huit ans.
Igor apprend le piano avec son grand-père maternel, le pianiste et compositeur Heniot Levy, puis il suit les cours de la Westport School of Music, avant son diplôme de l'Université Harvard (1952), où il étudie avec Randall Thompson et Thurston Dart. Il prend des leçons de clavecin avec Fernando Valenti, et donne son premier concert radiophonique à New York en 1959, puis en récital en 1962. Entre 1964 et 1967, il donne des cours d'été sur la pratique de l'interprétation baroque au Berkshire Music Center de Tanglewood ; et de 1971 à 1975, entre les deux tournées, il enseigne en tant que professeur associé à l'Université Fairfield dans le Connecticut, où il est en tant qu'artiste en résidence jusqu'en 1977.
Il est membre honoraire de la Phi Beta Kappa (Harvard, 1977), et en 1993 il est fait Docteur honoris causa de l'Illinois Wesleyan University.
Kipnis a vécu à Redding, Connecticut. Pendant cinq ans, il a été président et directeur artistique des Amis de la Musique du comté de Fairfield, la série de musique de chambre Connecticut, en plus d'avoir servi treize années comme codirecteur artistique du Connecticut Early Music Festival.
Le 6 janvier 1953, il épouse Judith Robison. Ils ont divorcé en mai 1996, mais se sont réconciliés peu avant la mort du musicien en 2001.
Igor Kipnis est mort chez lui, dans sa maison de Redding, Connecticut des suites d'un cancer du rein, le 23 janvier 2002 . Il avait donné son dernier récital de piano en octobre 2001, à San Francisco. 

## Carrière musicale
Après son premier concert en 1959, il se produit au clavecin, au piano-forte, en duo de pianos et au clavicorde tant en récital qu'avec un orchestre à travers le monde, y compris l'Amérique du Nord, Centrale et du Sud, en Europe de l'Ouest (dès 1967) et en Europe de l'Est, en Israël, et en Australie.
En tant que soliste au clavecin Igor Kipnis s'est produit en solo avec le New York Philharmonic, les orchestres de Chicago, Pittsburgh, St.Louis, Louisville, Dallas, Denver, Baltimore, Milwaukee, Seattle, Vancouver, Honolulu, le National Symphonies, le Minnesota Orchestra, la Capella Cracoviensis, le Boston Pops, le Philharmonique de Munich, le New Amsterdam Sinfonietta, les orchestres de chambre de Los Angeles, Saint-Paul, Cologne, Israël, New Stockholm, McGill, et le Polish Chamber Orchestras, le New York Chamber Symphony, les Smithsonian Chamber Players, le Sinfonia of Sydney, et l'Academy of St.Martin-in-the-Fields. Parmi ses apparitions dans les festivals internationaux et nationaux on note le Bachwoche Ansbach, l'Internationale Bachakademie Stuttgart, et Ludwigsburg en Allemagne, le Festival de Bath en Grande-Bretagne, le Gulbenkian au Portugal, le Lanaudière au Canada, le Israel Festival, le Melbourne International Festival of Organ and Harpsichord, le Madeira Bach Festival, Poland's Music à Cracovie, the Indianapolis Early Music Festival, et Festival du Printemps de Prague.
L'important répertoire de clavecin d'Igor Kipnis englobe non seulement les compositeurs traditionnels du XVIe au XVIIIe siècle, mais comprend également la musique contemporaine ainsi que le jazz. Il est bien connu pour la présentation divertissante de longs concerts qui présentent une gamme complète du répertoire de clavecin de Bach à Brubeck, ainsi que pour ses petits-concerts au style informel dont il a été le pionnier dans nombre de facultés à travers les États-Unis. De même que pour ses concerts et enregistrements sur différents instruments à claviers liés à l'époque comme le piano-forte et le clavicorde et pour diriger des ensembles à partir du clavier.
En 1995, il a créé un duo avec la pianiste new-yorkaise, Karen Kushner, et joué des œuvres pour piano (moderne) à quatre mains
Un certain nombre de musiciens contemporains, y compris Ned Rorem, George Rochberg, Richard Rodney Bennett, Barbara Kolb et John McCabe, ont composé des pièces pour lui.

## Radio et télévision
Kipnis était un invité fréquent à la télévision et à la radio. Pendant trois saisons il avait sa propre émission, « The Age of baroque » sur WQXR de New York et l'invité d'une autre sur WGBH-Boston, ayant pour titre « The Classical Organ ». En 1978, il a été le premier claveciniste télédiffusé lors des Grammy Awards.

## Éditions, revues et articles
Oxford University Press a publié ses éditions pour le clavecin ainsi qu'une anthologie, A First Harpsichord Book. 
Il a écrit des critiques de disques depuis 1955 et des articles pour de nombreux périodiques, notamment, The International Classic Record Collector, The International Piano Quarterly, Gramophone Early Music, Goldberg, Early Music America, Music & Vision and Stereo Times,  Stereophile, Audio, FI, Schwann/Opus, Stereo Review, The American Record Guide, Clavier, Opus, Chamber Music Magazine, Early Keyboard Studies Newsletter et The Yale Review. Il a aussi écrit pour le Washington Post, le New York Post et le New York Herald Tribune. 
Il a également participé à un livre collectif sur le clavecin pour Greenwood Press, et en tant qu'éditeur participé à un ensemble de trois volumes, dont deux consacré respectivement au clavecin et le clavicorde : Encyclopédie des instruments de clavier, publié en 2007 chez Routledge. Kipnis a également écrit une biographie consacrée à son père, Alexander Kipnis, pour Amadeus Press.
Il a été également responsable un temps des notes accompagnant les disques du label Westminster Records (1955–59),.

## Enregistrements
Igor Kipnis, artiste prolifique, a enregistré 106 albums, dont 93 en solo. Parmi ceux-ci, neuf ont été nommés aux Grammy Awards et trois comme enregistrement de l'année pour Stereo Review. Il a reçu aussi le Deutsche Schallplatten Prize en 1969, et en 1988 le Gold Star award du magazine italien Musica. Keyboard Magazine, dans sa revue annuelle l'a présenté comme le meilleur claveciniste de l'année en 1978, 1979, et 1980 et « Meilleur claveciniste classique » en 1982 et 1986.
Parmi ses derniers enregistrements on trouve un album de quinze sonates, The Virtuoso Scarlatti, joué sur cinq clavecins d'après des modèles historiques, fabriqués par le facteur Hubbard de Boston et les Quatre Saisons de Vivaldi, qu'il a dirigé du clavier (1992), avec les membres du Connecticut Early Music Festival (les deux sur le label Chesky). Les rééditions du label Sony comprennent l'album The Spanish Harpsichord, l'intégrales des concertos pour clavecin de Bach avec Neville Marriner, le Concerto italien de Bach et la deuxième suite anglaise. Le disque Harpsichord - Greatest Hits, comprend les Fantaisies de J. S. Bach sur clavecin et clavicorde (1986 sur label Arabesque), A Treasury of Harpsichord Favorites and Mozart on the 1793 Fortepiano (deux anthologies sur le label Music & Arts), et Igor Kipnis - The First Solo Harpsichord Recordings (chez VAI).
Il a enregistré pour les labels Epiphany, Chesky, Angel (EMI), Sony Music/CBS, VAI, Arabesque, Music & Arts, London (Decca), Musical Heritage Society, Intercord, Teichiku, Nonesuch, MCA, CRI, Grenadilla, Vanguard, Nitepro, King, Start, Golden Crest et Newport Classic.
- Bach, Fantaisies BWV 903, 903a°, 904, 906, 917, 918, 919°, 922°, 944, Fughetta BWV 961° - Igor Kipnis, clavecin et clavicorde° (10–11 octobre 1986, Arabesque Z6577) (OCLC 22414990)
- Mozart sur le piano Graebner de 1793 : Sonate no 11, Fantaisie, Rondo, Adagio, Variations « Ah ! vous dirais-je maman »... - Igor Kipnis, pianoforte (1991, Music & Arts CD-660)